# Bleczepsińskie osiedle wiejskie
Bleczepsińskie osiedle wiejskie (ros. Блечепсинское сельское поселение) – jedno z 9 osiedli wiejskich w rejonie koszechablskim wchodzącym w skład Republiki Adygei. W 2022 liczyło 3097 mieszkańców.